# نامزدشده (فیلم ۱۹۴۱)
نامزدشده (انگلیسی: The Betrothed) فیلمی در ژانر درام است که در سال ۱۹۴۱ منتشر شد. از بازیگران آن می‌توان به جینو چروی، کارلو نینچی، ککو ریسونه، دومنیکو سرا، لوریس جیتسی، جووانی اونوراتو و اوی مالتایاتی اشاره کرد.